# Mexique (Epcot)
Pour les articles homonymes, voir Mexique (homonymie).

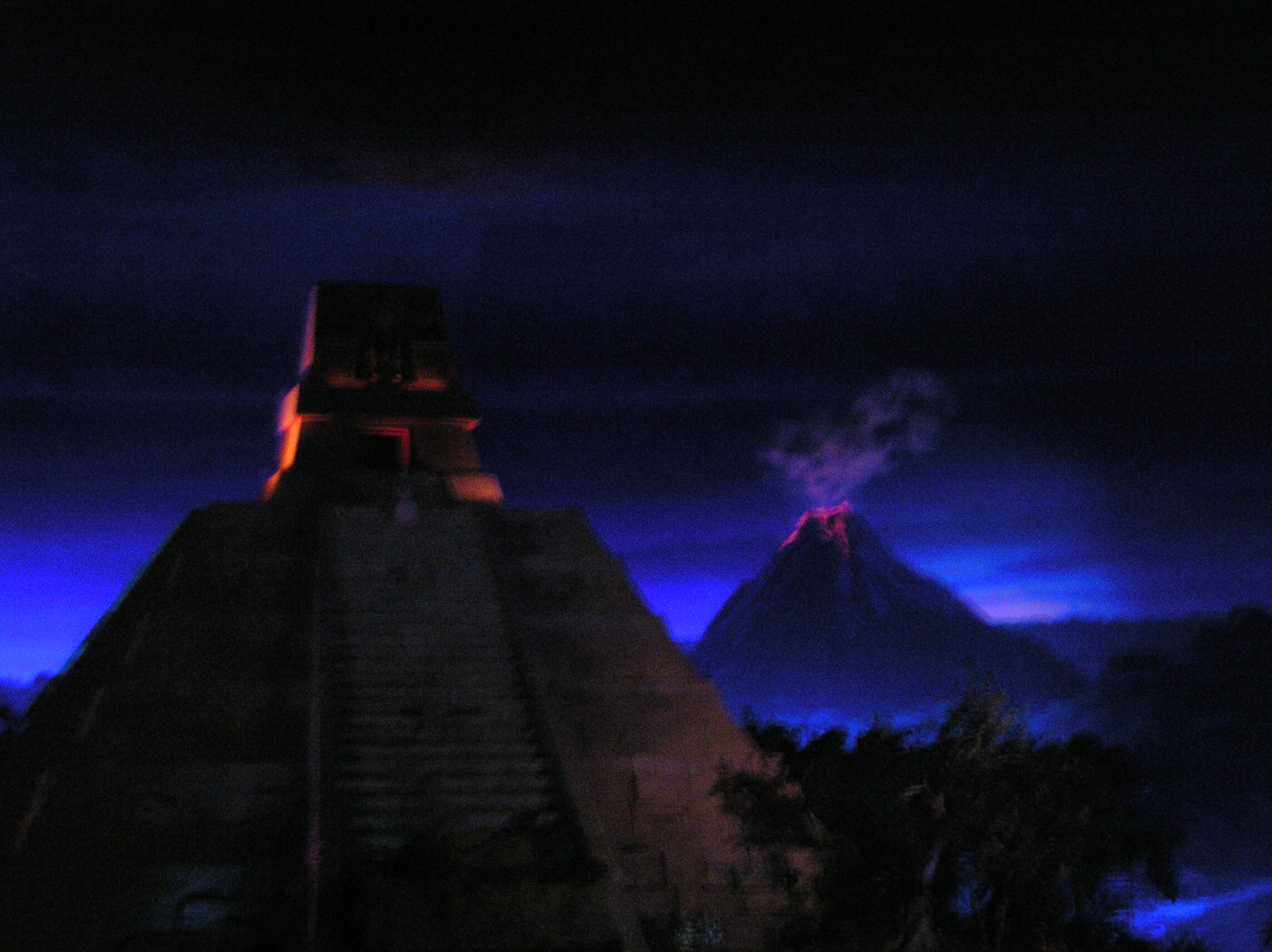
Les volcans sous le ciel crépusculaire

Le pavillon du Mexique de la section World Showcase du parc à thème Epcot de Walt Disney World Resort situé à Orlando dans l'État de Floride aux États-Unis est un pavillon d'exposition évoquant la nation mexicaine.

## Description
Officiellement l'architecture du lieu évoque l'« esprit mexicain » en utilisant des éléments aztèques, toltèques, mayas et hispanique. L'architecture choisie initialement lors du projet était plutôt celle de « l'Espagne coloniale au détriment des pourtant riches et importantes cultures ancestrales ». C'est à la suite de remarques d'étudiants étrangers et de l'ambassade du Mexique que l'architecture choisie a été modifiée pour intégrr des éléments plus anciens.
Extérieurement il ressemble à une pyramide mésoaméricaine, principalement aztèque du XIIIe siècle, juchée au bord d'un lac avec quelques constructions basses plus récentes (datant de la colonisation espagnole) la séparant de l'eau. À l'entrée une reproduction de la Tête colossale n° 1 de San Lorenzo, évocation de l'art olmèque.
Après avoir pénétré dans la pyramide, les visiteurs peuvent admirer une exposition d'art mexicain situé dans la base du moment. L'exposition a changé au fil du temps en temps 
- Splendeurs de l'âge d'or de 1982 à 1989
- Règne de Gloire de 1990 à 1999
- Animales Fantasticos depuis 2001

La sortie de la salle d'exposition se fait sous une reproduction d'une Pierre du Soleil, un calendrier solaire aztèque.
Ensuite les visiteurs ressortent sur la place d'un village. La Plaza de los Amigos est un marché mexicain avec une fontaine, des étals et des chariots sous un ciel crépusculaire permanent (même technique que pour les Pirates of the Caribbean). Depuis cette place plusieurs éléments sont accessibles :
- au fond à droite le restaurant traditionnel San Angel Inn, évoque le lieu éponyme construit en 1692[1].
- à droite la boutique La Familia propose des vêtements
- à gauche, la boutique Artesanias Mexicanas rassemble des souvenirs du pays
- au fond à gauche se trouve l'entrée de l'attraction Gran Fiesta Tour Starring The Three Caballeros conçue comme un mélange entre It's a Small World et Pirates of Caribbean[3].

En dehors de la pyramide, le restaurant Cantina de San Angel, avec un type de restauration rapide mexicain, offre une vue imprenable sur le lagon. Il est jouxté par une boutique, El Ranchito del Norte.